# Risk of Rain 2
Risk of Rain 2 ist ein Third-Person-Shooter mit Rogue-like-Elementen, entwickelt vom amerikanischen Studio Hopoo Games und im Vertrieb von Gearbox Publishing, einem Tochterunternehmen der schwedischen Embracer Group. Das 2020 erschienene Spiel ist der Nachfolger des ebenfalls von Hopoo entwickelten Risk of Rain aus dem Jahr 2013, das noch als seitlich-scrollendes Jump ’n’ Run in 2D-Pixelgrafik entwickelt wurde. Risk of Rain 2 erschien für Windows, PlayStation 4, Xbox One und Nintendo Switch. 2022 übernahm Gearbox die Markenrechte an der Reihe von Hopoo.

## Beschreibung
Risk of Rain 2 überträgt das zugrunde liegende Spielprinzip des Vorgängers nahezu identisch in eine 3D-Spielumgebung, nunmehr als Third-Person-Shooter aus einer Verfolgerperspektive. Die erzählerische Rahmung bleibt dieselbe: Der Spieler steuert den Überlebenden eines Raumschiffabsturzes auf einem fremden, von feindlichen Kreaturen bevölkerten Planeten. Die Spielfigur rennt und hüpft durch die nunmehr in 3D ausmodellierte Spielwelt, während sie gleichzeitig Feuergefechten mit permanent neu auftauchenden feindlichen Kreaturen führt. Innerhalb jedes Spiellevels findet sich ein Teleporter, durch den die Spielfigur in einen anderen Level wechseln kann. Durch das Töten von Gegnern und Aufsammeln von Gegenständen kann der Spieler die Fähigkeiten seiner Figur verbessern, zum einen durch Erfahrungspunkte und Levelaufstiege, zum anderen durch das Öffnen von Gegenstandskisten. Diese bleiben über den gesamten Spieldurchlauf – auch „Run“ genannt – erhalten und werden erst mit dem Ableben wieder zurückgesetzt. Die Schwierigkeit des Spiels, symbolisiert durch eine Leiste in der rechten oberen Ecke, steigt mit der Zeit stetig und stufenweise an. Mit jeder neuen Stufe erhöht sich die Zahl und die Stärke der Gegner. Aktiviert der Spieler einen Teleporter, beginnt eine 1,5- bis 2-minütige Aufladephase, in der sich die Gegnerzahl nochmals deutlich erhöht und ein Bossgegner erscheint. Übersteht der Spieler diese Phase, kann er in den nächsten Spielabschnitt wechseln. Der Schwierigkeitsgrad läuft dabei permanent weiter und wird bei Levelübergang nicht zurückgesetzt.
Thematisches Spielziel ist es, die Angriffe der gegnerischen Kreaturen zu überleben und durch die verschiedenen Spiellevel bis zum Endkampf zu gelangen. Übersteht der Spieler den Endkampf des finalen Levels, entkommt seine Figur dem Planeten und der Durchlauf ist formal beendet. Im Vordergrund steht jedoch das Aufwerten der Figuren durch Sammeln von Erfahrungspunkten und Gegenständen sowie das Freischalten neuer Figurenklassen und Gegenstandstypen durch bestimmte Erfolge während des Spielverlaufs. Diese stehen dann in zukünftigen Runs zur Verfügung, weshalb diese Erfolge einen Teil der Spielermotivation ausmachen. Daher besteht unter anderem im vorletzten Level die Möglichkeit, statt zum Endlevel vorzudringen durch ein alternatives Portal wieder an den Beginn des Spiels zurückzukehren und mit der bisher gesammelten Ausrüstung erneut alle Level zu durch laufen. Wie bei Spielen des Typs Rogue-like bzw. Rogue-lite ist das Scheitern und die schnelle Wiederholbarkeit der Runs Teil des Spielkonzepts. Das Spiel kann sowohl alleine als auch mit bis zu drei Mitspielern gespielt werden, was einer Verdopplung gegenüber dem Vorgänger entspricht.
Risk of Rain 2 wurde 2017 erstmals offiziell angekündigt. Zunächst hatten die Arbeiten mit einem weiteren 2D-Prototypen begonnen. Da die Entwickler die Ausrüstungsgegenstände jedoch an der Spielfigur sichtbar machen wollten, entstand zunächst die Idee die Spielfigur in 3D zu modellieren und schließlich dann das gesamte Spiel in eine 3D-Umgebung zu transferieren. Technische Grundlage dafür bildete die Unity Engine. Im März 2019 ging das Spiel auf Steam in eine Early-Access-Phase. In den ersten 48 Stunden erhielten Käufer eine zusätzliche Kopie des Spiels, um sie an Freunde zu verschenken. Im August 2019 veröffentlichte Hopoo das Programm schließlich auch für PlayStation 4, Xbox One und Switch aus. Im August 2020 wurde der Early Access offiziell abgeschlossen.
2022 erschien die erste Downloaderweiterung Survivors of the Void. Im selben Jahr kaufte Gearbox Publishing die Rechte an der Marke. 2023 wurde die zweite Downloaderweiterung Seekers of the Storm angekündigt.

## Rezeption
Das Spiel erhielt mehrheitlich wohlwollende Kritik.

“Because of the near constant swarm of loot and weaponry you’ll earn, and the six playable classes (unlockable via multiple challenges) with their own unique abilities, play styles can alter completely from one minute to the next […] These combinations of abilities build into explosive chaos and seemingly infinite replayability -- at least if you’re playing with friends. Risk of Rain 2 is a lonely experience when played solo, and while ability cool downs never feel too prohibitive, being able to exchange which of your squad is unleashing all manner of hell on an enemy is a big part of the fun and strategy.”

„Aufgrund der nahezu konstanten Fülle an Beute und Waffen, die man erhält, und der sechs spielbaren Klassen (freischaltbar über diverse Herausforderungen) mit ihren eigenen einzigartigen Fähigkeiten, kann sich der Spielstil von einer Minute zur anderen komplett verändern […] Diese Kombinationen von Fähigkeiten führen zu explosivem Chaos und scheinbar unendlichem Wiederspielwert - zumindest, wenn man mit Freunden spielt. Risk of Rain 2 ist eine sehr einsame Erfahrung, wenn man es alleine spielt, und auch wenn die Abklingzeiten der Fähigkeiten keine starke Einschränkung sind, macht der gemeinsame Austausch, wer aus deinem Team als nächstes die Hölle auf den Feind loslässt, einen großen Teil des Spielspaßes und der Strategie aus.“

„Insgesamt ist "Risk of Rain 2" aber und ein gelungener Nachfolger des ersten Teils, der ein ähnliches Spielprinzip in 2D-Optik bot. Wer Spaß am Scheitern und dabei immer besser werden hat, gerne mit Freunden ein paar schnelle Runden Items sammelt und auf Monster ballert, wird mit dem Game eine Menge Spaß haben – und darf auch in Zukunft Updates erwarten, die es nur noch besser machen.“

Bereits im Early Access erhielt der Titel umfassend positives Feedback von seinen Spielern. Bereits in der ersten Woche des Early Access wurden 500.000 Kopien des Spiels verkauft, weitere 150.000 kamen durch die 48-Stunden-Geschenkaktion hinzu. Innerhalb eines Monats stiegen die Verkaufszahlen bereits auf eine Million Kopien. Stand März 2021 wurde das Spiel allein auf Steam mehr als vier Millionen Mal verkauft.